# Albert M. Todd
Albert May Todd (* 3. Juni 1850 bei Nottawa, St. Joseph County, Michigan; † 6. Oktober 1931 in Kalamazoo, Michigan) war ein US-amerikanischer Politiker. Zwischen 1897 und 1899 vertrat er den Bundesstaat Michigan im US-Repräsentantenhaus.

## Werdegang
Albert Todd besuchte zunächst die heimische Bezirksschule und danach die Sturgis High School. Anschließend studierte er an der Northwestern University in Evanston (Illinois) das Fach Chemie. Auf einer Europareise wurde er mit verschiedenen Pfefferminzarten bekannt, von denen er einige mit nach Hause brachte. Im Jahr 1869 gründete er die A.M. Todd Company, die sich mit der Herstellung von botanischen Ölen befasste. Im Jahr 1891 verlegte er die Firma nach Kalamazoo. Todds Firma wurde weltweit eines der führenden Unternehmen in dieser Branche. Die Firma wird bis heute von Todds Nachfahren weitergeführt. Ebenfalls auf seiner Europareise wurde Albert Todd von seltenen Büchern und von der Kunst fasziniert. Das führte später zur Gründung eines Kunstmuseums und einer Bücherei mit seltenen Büchern, die zum Zeitpunkt seines Todes über 11.000 Bände umfasste.
Albert Todd war auch politisch aktiv. Anfang der 1890er Jahre war er ein Anhänger der Prohibitionsbewegung in Michigan. Als Kandidat der Prohibition Party bewarb er sich im Jahr 1894 erfolglos um das Amt des Gouverneurs von Michigan: Mit 4,5 Prozent der Stimmen belegte er den vierten Platz hinter dem siegreichen Amtsinhaber John Tyler Rich von der Republikanischen Partei, dem Demokraten Spencer O. Fisher und Alva W. Nichols von der People’s Party. Danach wurde er Mitglied der Demokratischen Partei. Bei den Kongresswahlen des Jahres 1896 wurde er im dritten Wahlbezirk von Michigan in das US-Repräsentantenhaus in Washington, D.C. gewählt, wo er am 4. März 1897 die Nachfolge des Republikaners Alfred Milnes antrat. Da er bei den Wahlen des Jahres 1898 gegen Washington Gardner verlor, konnte er bis zum 3. März 1899 nur eine Legislaturperiode im Kongress absolvieren. Diese war von den Ereignissen des Spanisch-Amerikanischen Kriegs geprägt.
Nach seinem Ausscheiden aus dem US-Repräsentantenhaus zog sich Todd wieder aus der Politik zurück. In den folgenden Jahren widmete er sich seiner Firma, seinem Museum und seiner Bücherei. Albert Todd starb am 6. Oktober 1931 in Kalamazoo. Er war mit Augusta Allman verheiratet, mit der er fünf Kinder hatte. Zwei seiner Söhne waren Bürgermeister und Stadträte von Kalamazoo. Sein Enkel Paul vertrat zwischen 1965 und 1967 ebenfalls den dritten Distrikt von Michigan im Kongress.